# Victor Rifaut
Victor Rifaut (1799-1838) est un musicien de la première moitié du XIXe siècle spécialisé dans l'Opéra-comique. Compositeur de second ordre, il a côtoyé les maîtres du genre comme Auber ou  Adolphe Adam et souvent collaboré avec eux.

## Biographie
Victor Rifaut naît le 11 janvier 1799 à Paris : son père, Pierre Rifaut, contrebasse à l'Orchestre de l'Opéra lui donne ses premières leçons de musique avant qu'il n'entre en 1811, à 13 ans au Conservatoire de Paris. Il y étudie le solfège et le piano puis l’harmonie et la composition et obtient un Premier prix d’harmonie en 1814.
En 1820, concourant pour le Prix de Rome, il obtient un Second Grand Prix de composition  avec la cantate Sophinibe. L’année suivante, au même concours, il  remporte le premier Prix avec la cantate Diane et Endymion. Il séjourne à la Villa Médicis de Rome du 20 décembre 1821 au 31 décembre 1823, en voyageant à Naples, en Allemagne et en Autriche. Il se lie avec le peintre normand Joseph-Désiré Court (1797-1865), Prix de Rome lui aussi, qui réalise en 1822 un portrait de Victor Rifaut assis à sa table de travail devant une fenêtre ouverte sur un paysage de la ville de Rome. Ce tableau est toujours conservé au Musée des Beaux-Arts de Rouen.
À son retour à Paris en 1824 il reprend son emploi d'accompagnateur au Théâtre de l'Opéra-Comique avant d’y être nommé deux ans plus tard chef du chant et pianiste répétiteur. En 1833, il se voit confier au départ de Jacques-Fromental Halévy la « classe d’harmonie et d’accompagnement pratique pour les femmes au Conservatoire de Paris », et occupe ce poste  jusqu’à sa mort prématurée par maladie le 2 mars 1838. Il meurt à Orléans où il s'était retiré avec sa famille l'année précédente.
Il avait épousé  le 30 août 1826 à Paris Jeanne-Emélie Belloste, cantatrice à l'Opéra-Comique connue sous le nom de Mme Rifaut. Mère de deux enfants et veuve à trente ans, elle s'est remariée et est morte en 1881.

## Œuvre
Victor Rifaut compose entre 1826 et 1837 un certain nombre d’œuvres pour le Théâtre de l'Opéra-Comique, mais aucune ne connaît vraiment le succès et elles demeurent oubliées. La plus aboutie (« Musique gracieuse et légère mais sage » dit le Journal des Demoiselles ; « Un assez joli petit acte » dit un critique de « L'Artiste: journal de la littérature et des beaux-arts ») semble avoir été  André ou la Sentinelle perdue, pièce en 1 acte avec un livret de Saint-Georges, représentée à l'Opéra-Comique le 9 décembre 1834, avec sa femme, Mme Rifaut, dans un des rôles féminins.
Son activité musicale est surtout notable par son rôle d'arrangeur pour des compositions d'Opéra-comique composées par Jacques-Fromental Halévy (Le Roi et le Batelier, pièce en 1 acte sur un  livret de Jules-Henri Vernoy de Saint-Georges en 1827), Daniel-François-Esprit Auber (La Fiancée en 1829, Le dieu et la bayadère en 1830, Le Philtre en 1831, Gustave ou le Bal masqué en 1833) ou Adolphe Adam (Danilowa, 3 actes, en 1830,  Le Chalet en 1834, Les Chaperons blancs en 1836).